# Ундроса
Ундроса — ручей в России, протекает в основном в Тверской области, а также по границе Тверской и Вологодской областей. Правый приток Званы.
Исток реки находится примерно на 1 км южнее деревни Дектярка. Река течет в основном на север, по ненаселённой лесной местности. Единственный населённый пункт деревня Часовня на левом берегу. Притоки Ундросы имеют сходный характер, начинаются на возвышенности и текут параллельными курсами на север. Ниже Часовни Ундроса принимает левый приток Гверсня, который начинается северней Дектярки и протекает с другой стороны Часовни. Правый приток Желтунский течёт восточнее, начинается около деревни Аблазино и впадает в Ундросу около 1 км от устья. В нижнем течении по реке проходит граница Тверской и Вологодской областей. Впадает справа в Звану в 68 км от её устья, непосредственно выше одноименного села (точнее двух сел с одним названием — Вологодским на левом и Тверским на правом берегу Званы).

## Данные водного реестра
По данным государственного водного реестра России относится к Верхневолжскому бассейновому округу, водохозяйственный участок реки — Рыбинское водохранилище до Рыбинского гидроузла и впадающие в него реки, без рек Молога, Суда и Шексна от истока до Шекснинского гидроузла, речной подбассейн реки — Реки бассейна Рыбинского водохранилища. Речной бассейн реки — (Верхняя) Волга до Куйбышевского водохранилища (без бассейна Оки).
Код объекта в государственном водном реестре — 08010200412210000005143.